# Прилепский табачный комбинат
Прилепский табачный комбинат (макед. Тутунски комбинат Прилеп, Табачный комбинат Прилепа) или сокращённо ТКП — македонская табачная компания, основанная в 1873 году и занимающаяся производством и продажей высококачественного восточного табака сортов Прилеп и Яка, а также сигарет. Регион Прилеп хорошо известен благодаря выращиваемому здесь табаку.

## История
Производство табака началось в 1873 году благодаря компании R.O.T (Regie Ottoman de Tabak), построившей первый завод по производству табака. В 1930 году хорватский учёный Рудольф Горник представил первые образцы табачного сорта Прилеп и тем самым положил начало эпохе экономического процветания города. В 1949 году компания, производившая табак, была национализирована югославскими властями, а затем стала экспортировать табак за границу — в Европу, США и даже Японию. В 1955 году началось производство сигарет, новую фабрику по производству открыли в 1969 году.
С 1970 года производители прилепского табака и сигарет стали сотрудничать с ведущими мировыми компаниями: British American Tobacco, HB, Pall Mall, Imperial Tobacco и т. д. В 1971 году был выведен сорт табака Вирджиния, в 1975 году началось производство ацетатных сигаретных фильтров. С 1997 по 2006 годы компания сотрудничала с компанией Philip Morris и производством её сигарет марок Bond и Partner. С 2003 по 2007 годы наалежно сотрудничество с компанией Austria Tabak и производством сигарет брендов Ronson, Memphis classic, Memphis light и LD. В 1993 году завершился процесс приватизации: 51 % предприятия принадлежит акционерам, 42 % — государствам, 7 % — прочие владельцы.

## Продукция
Ранее на комбинате производились сигареты и табак марок Yugoslavia, Melos, Karat, Rodeo, Samuil. В настоящее время производятся: Brand Regular Box, Brand Lights Box, Brand 100s, Brand Regular Soft, Brand Super Light, Europa Box, Europa Soft, Filter Oriental, Macedonia, Prilep, Rondo Lights 100s, Rondo Lights Soft, Rondo Lights Box, Rondo Regular Box, San Slims, VIP Lights Box, VIP Regular Box.